# Wilhelm Heckel

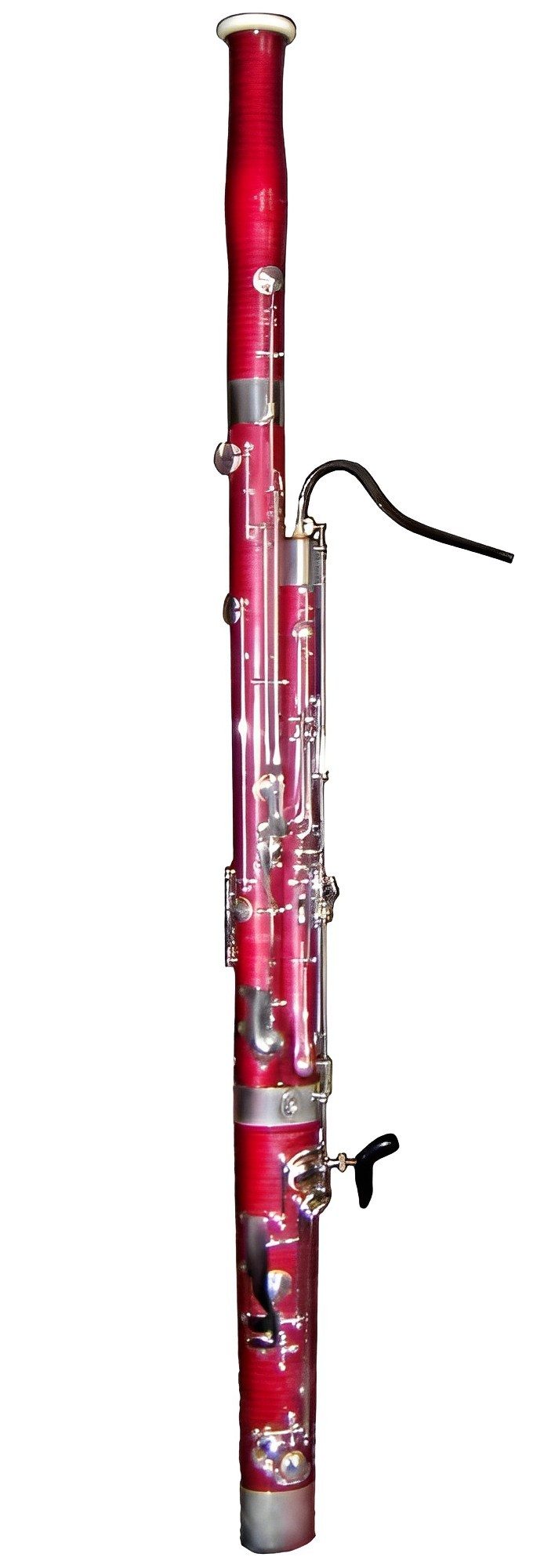
Fagott från företaget

Wilhelm Heckel GmbH är en tillverkare av träblåsinstrument i Wiesbaden, Tyskland. Företaget är mest känt för sina fagotter, vilka anses som några av de bästa.
Företaget grundades 1831 av instrumentmakaren Johann Adam Heckel och Carl Almenräder som Almenräder und Heckel. Heckels son Willhelm övertog företaget efter fadern 1877. Det är fortfarande ett familjeföretag.
Wilhelm Heckel GmbH är även känt för sin produktion av kontrafagotter och heckelfoner. Även andra instrument har tillverkats tidigare, som oboe, piccolo-heckelfon och heckel-clarina.